# Chris Brown (Politikwissenschaftler)
Chris Brown (* 15. März 1945) ist ein britischer Politikwissenschaftler und emeritierter Professor für Internationale Beziehungen der London School of Economics and Political Science (LSE). Sein inhaltlicher Schwerpunkt sind die Internationalen Beziehungen. Er amtierte 1997/98 als Vorsitzende der British International Studies Association (BISA).
Brown, der selbst an der LSE studiert hatte, kehrte 1998 als Professor dorthin zurück. 2014 ging er in den Ruhestand. Vor seiner Tätigkeit an der LSE war er von 1994 bis 1998 Professor an der University of Southampton und davor Dozent an der University of Kent.

## Schriften (Auswahl)
- Understanding international relations. 4. Auflage, Palgrave Macmillan, Basingstoke 2009, ISBN 978-0-230-21310-4.
- International society, global polity. An introduction to international political theory. Sage, Los Angeles 2015, ISBN 978-1-4462-7282-4.
- Practical judgement in international political theory. Selected essays. Routledge, London/New York 2010, ISBN 978-0-415-56460-1.
- Sovereignty, rights, and justice. International political theory today. Blackwell Publishers, Malden/Cambridge 2002, ISBN 0-7456-2302-6.